# Amt Groß Miltzow

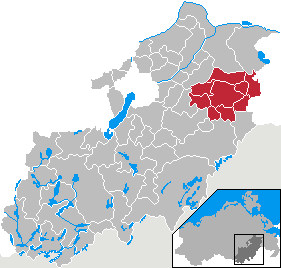
Amt Groß Miltzow im Landkreis Mecklenburg-Strelitz

Im Amt Groß Miltzow im ehemaligen Landkreis Mecklenburg-Strelitz in Mecklenburg-Vorpommern, das seit 1992 existierte, waren die neun Gemeinden Groß Miltzow (Amtssitz), Helpt, Kreckow, Kublank, Neetzka, Pasenow, Schönbeck, Schönhausen und Voigtsdorf zur Erledigung ihrer Verwaltungsgeschäfte zusammengeschlossen. Am 13. Juni 1999 wurde die vormals selbstständige Gemeinde Kreckow nach Groß Miltzow und die Gemeinde Pasenow nach Helpt eingemeindet. Am 1. Januar 2004 wurde das Amt Groß Miltzow aufgelöst und die sieben Gemeinden in das Amt Woldegk eingegliedert.